# SAK S 7
SAK S 7 (Sakkara Süd 7) ist der provisorische, moderne Name einer altägyptischen Pyramide, die im Frühjahr 2006 bei einem Survey in Sakkara-Süd gefunden wurde. Die Anlage erscheint auf einigen alten Karten als Hügel, ohne dass sie als Pyramide identifiziert wurde. Sie datiert mit einiger Sicherheit aufgrund von Keramikbruchstücken von Bierkrügen in die 13. Dynastie (um 1750 v. Chr.). 

## Baudetails
Das Bauwerk befindet sich etwa 50 m südöstlich der Süd-Pyramide von Sakkara-Süd und ist auf Satellitenbildern gut zu erkennen. Sie erscheint als flacher Hügel, dessen Ausmaße auf eine ursprüngliche Basislänge von 52,5 m (100 Königsellen) hindeuten, was ein häufiges Pyramidenmaß der 13. Dynastie war. In dem Hügel ist eine Vertiefung von 25 m × 28 m der Grube des Unterbaus zu erkennen sowie ein Graben, der von der Ostseite zu der Grube führt und den ursprünglichen Zugang bildete.
Nordöstlich des Bauwerks fanden sich Quarzitfragmente, die vermutlich aus der Grabkammer der Pyramide stammten.

## Erforschung
Da die Pyramide bisher nicht ausgegraben wurde, ist weder der Besitzer bekannt, noch kann gesagt werden, ob der Bau jemals vollendet wurde.